# Tolpis staticifolia
Il  radicchio con foglie d'armeria  (nome scientifico  Tolpis staticifolia  (All.) Sch.Bip., 1861) è una specie di pianta angiosperma dicotiledone della famiglia delle Asteraceae.

## Etimologia
Per il nome del genere non è stata trovata nessuna etimologia; nessun significato facilmente distinguibile dalle radici greche o latine.
L'epiteto specifico (staticifolia) indica che le foglie sono simili a quelle delle specie del genere Statice, attualmente considerato un sinonimo del genere Armeria.
Il nome scientifico della specie è stato definito dai botanici Carlo Allioni (1728-1804) e Carl Heinrich Schultz (1805-1867) nella pubblicazione " Bonplandia. Zeitschrift für die gesammte Botanik. Officielles Organ der K. L.-C. Akademie der Naturforscher. Herausgegeben von E. G. Seemann... Hannover, London, Paris" ( Bonplandia 9: 173) del 1861.

## Descrizione

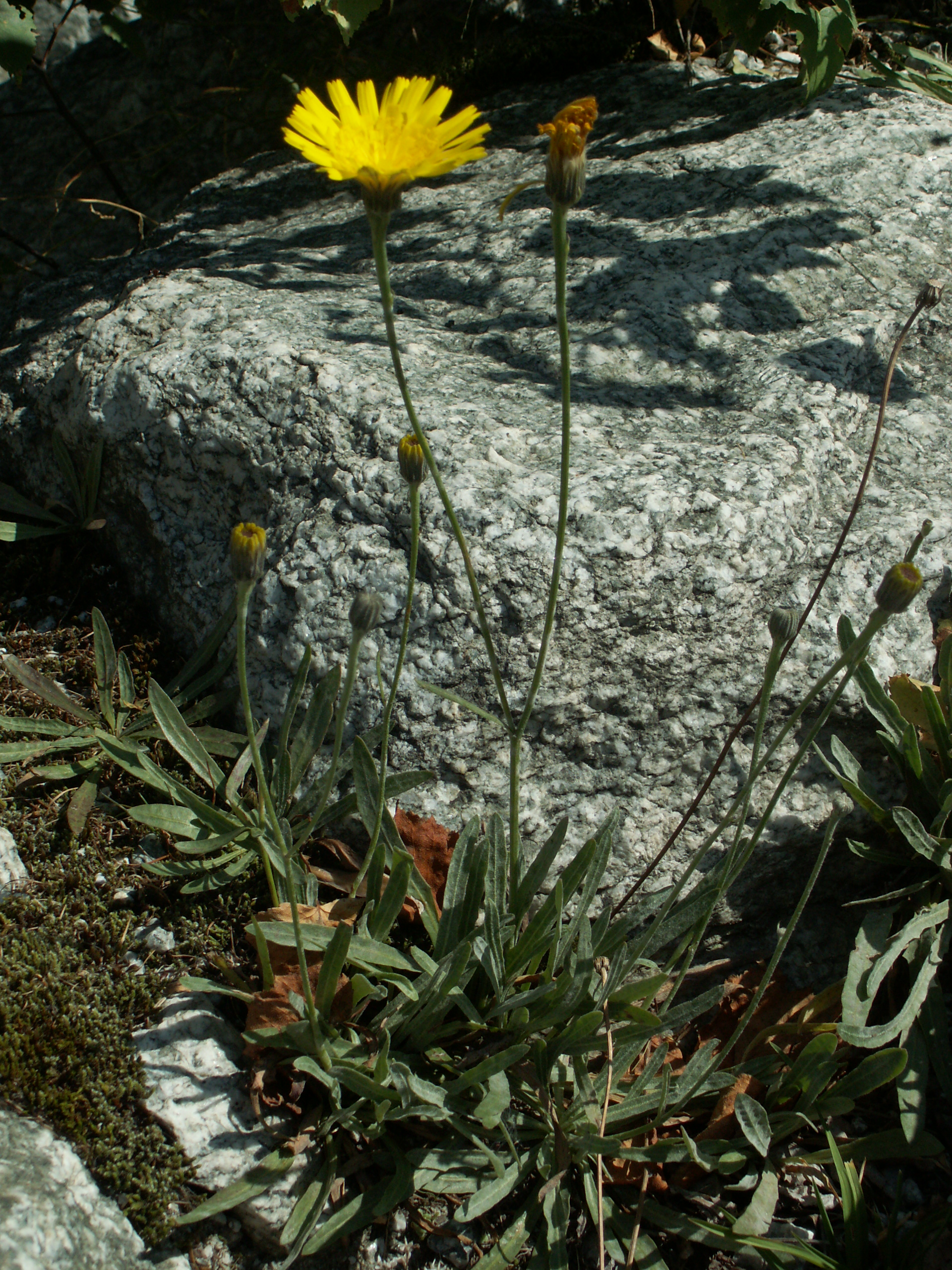
Il portamento

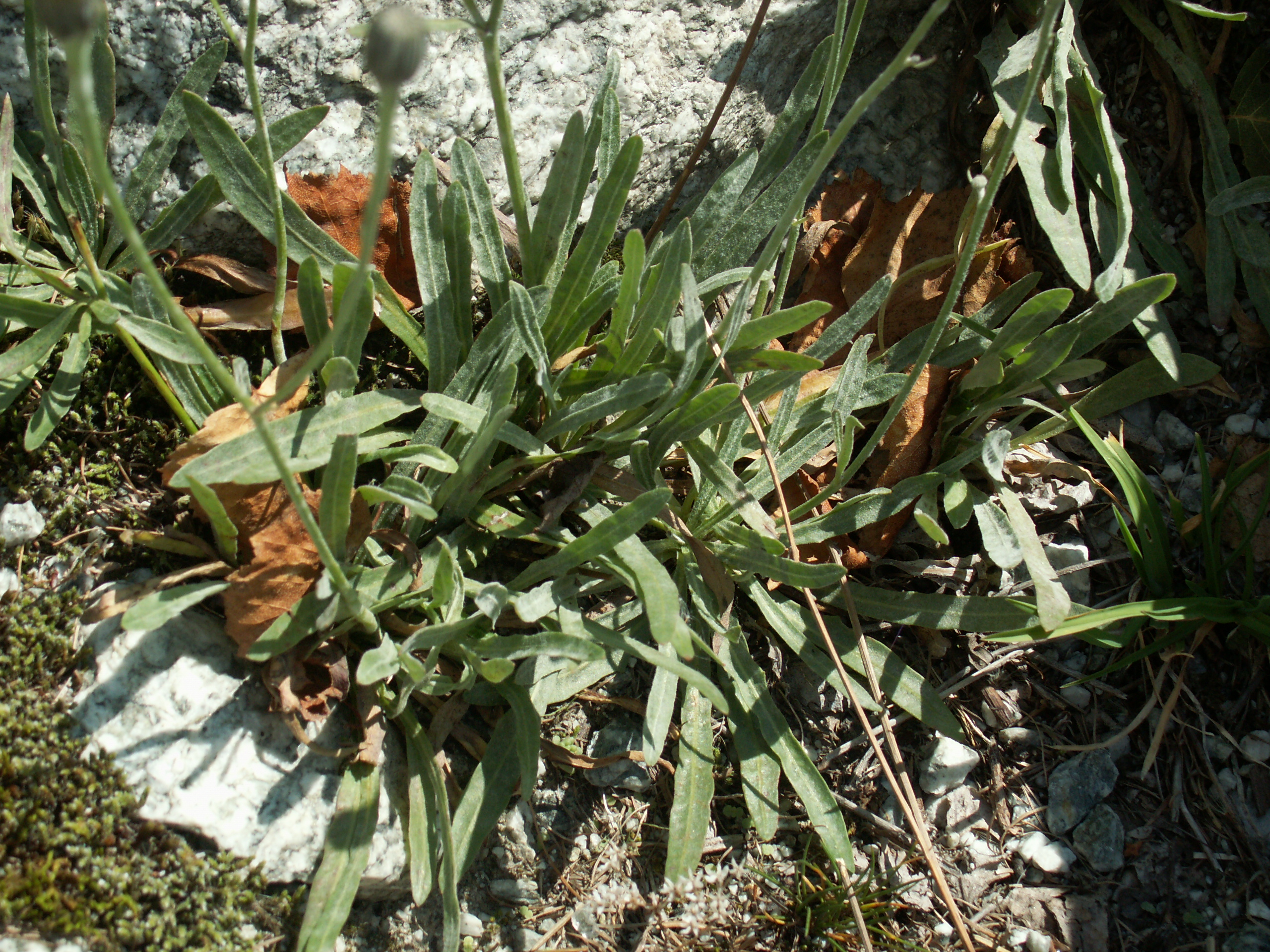
Le foglie

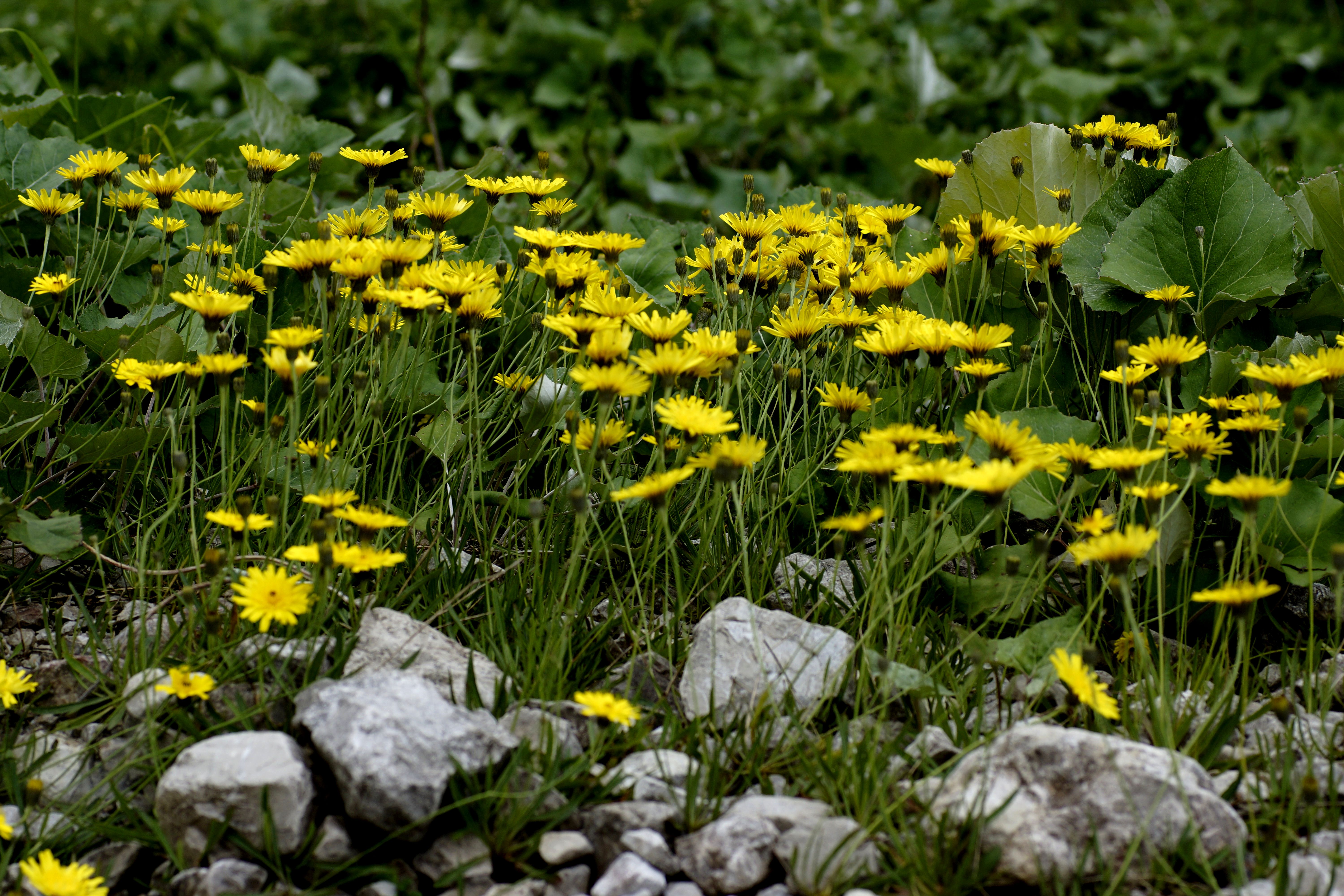
Infiorescenza

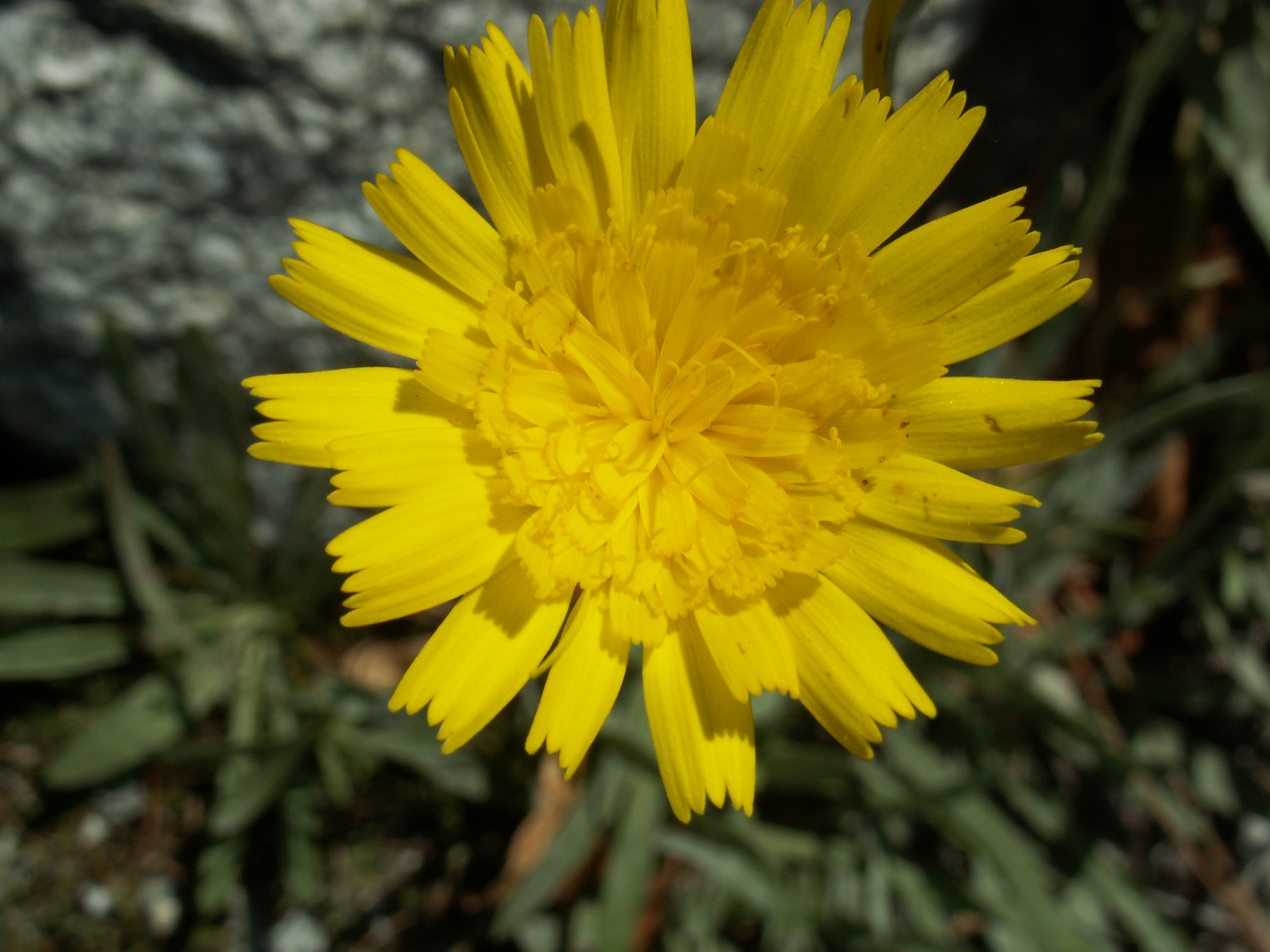
I fiori

Habitus. La forma biologica delle specie di questa voce è emicriptofita scaposa (H scap), ossia in generale sono piante erbacee, a ciclo biologico perenne, con gemme svernanti al livello del suolo e protette dalla lettiera o dalla neve e sono dotate di un asse fiorale eretto e spesso privo di foglie. In queste specie sono presenti dei canali laticiferi.
Fusto. I fusti (generalmente uno per pianta), in genere eretti e ascendenti, sono ramosi e fogliosi (soprattutto nella parte distale). Le radici in genere sono di tipo fittonante (per le specie annue). I caudici possono essere legnosi e profondamente radicati oppure sono dei rizomi robusti o snelli e striscianti. La pubescenza è formata da peli stellati sparsi. Le altezze variano tra 10 – 50 cm.
Foglie. Sono presenti sia foglie formanti delle rosette basali (quelle più frequenti) che foglie cauline (1 o 2) con disposizione alterna. Le foglie basali, sessili o picciolate, possono essere appassite alla fioritura. Quelle lungo il caule in genere sono sessili e più ridotte (con forme lineari-lesiniformi), e in qualche caso possono essere quasi assenti. La lamina può essere intera, dentata o partita; la forma varia da lineare a lineare-oblanceolata; i margini sono interi o denticolati. In alcune specie la consistenza è carnosa. Dimensione delle foglie: larghezza 0,5 cm; lunghezza 4 – 10 cm.
Infiorescenza. Le sinflorescenze, solitarie o di tipo corimbiforme, sono composta da pochi (1 - 3) capolini peduncolati. I peduncoli non sono gonfiati distalmente e a volte sono bratteati (sottesi da un calice con 3 - 8 brattee con forme da lineari a filiformi). I capolini, solamente di tipo ligulifloro, sono formati da un involucro composto da 20 - 25 e più brattee (o squame) diseguali (quelle esterne sono più corte di quelle interne), disposte su 2 - 3 all'interno delle quali un ricettacolo fa da base ai fiori ligulati. La forma dell'involucro in genere è campanulata. La forma delle brattee è lanceolata o lineare-lanceolata; la parte inferiore di quelle esterne può essere carnosa e indurita durante la fioritura oppure possono essere connate tra di loro; i bordi delle brattee in alcune specie sono scariosi; le brattee si presentano bianche-farinose. Il ricettacolo normalmente è nudo ossia senza pagliette, glabro e piatto. Dimensioni dell'involucro: diametro 5 – 10 mm; lunghezza 9 – 11 mm. Diametro dei capolini: 3 cm. Lunghezza dei peduncoli: 5 – 20 cm.
Fiori. I fiori (da 30 a 100 per capolino), tutti ligulati, sono tetra-ciclici (ossia sono presenti 4 verticilli: calice – corolla – androceo – gineceo) e pentameri (ogni verticillo ha in genere 5 elementi). I fiori sono ermafroditi, fertili e zigomorfi.
- Formula fiorale:

*/x K {\displaystyle \infty }, [C (5), A (5)], G 2 (infero), achenio
- Calice: i sepali del calice sono ridotti ad una coroncina di squame.
- Corolla: le corolle sono formate da un tubo e da una ligula terminante con 5 denti; il colore è giallo; i fiori più interni sono più piccoli e brunastri o violacei. Lunghezza del tubo: 6 mm. Dimensione delle ligule: larghezza 3 mm; lunghezza 12 mm.
- Androceo: gli stami sono 5 con filamenti liberi e distinti, mentre le antere sono saldate in un manicotto (o tubo) circondante lo stilo.[15] Le antere alla base sono acute. Il polline è tricolporato.[16]
- Gineceo: lo stilo è filiforme. Gli stigmi dello stilo sono due divergenti e corti con la superficie stigmatica posizionata internamente (vicino alla base).[17] Gli stigmi possono essere pelosi sul lato inferiore. L'ovario è infero uniloculare formato da 2 carpelli.
- Antesi: da giugno ad agosto.

Frutti. I frutti sono degli acheni con pappo.  Gli acheni, colorati da marrone chiaro a marrone scuro, con forme colonnari, a volte leggermente ricurvi, hanno 6 - 10 angoli o coste; gli apici sono troncati; le facce sono uguali, a volte sono presenti delle nervature tra le facce. Il pappo, persistente e posizionato all'apice dell'achenio, è composto da setole scabre, barbate e allungate. Dimensione degli acheni: 3,5 – 4 mm.

## Biologia
- Impollinazione: l'impollinazione avviene tramite insetti (impollinazione entomogama tramite farfalle diurne e notturne).
- Riproduzione: la fecondazione avviene fondamentalmente tramite l'impollinazione dei fiori (vedi sopra).
- Dispersione: i semi (gli acheni) cadendo a terra sono successivamente dispersi soprattutto da insetti tipo formiche (disseminazione mirmecoria). In questo tipo di piante avviene anche un altro tipo di dispersione: zoocoria. Infatti gli uncini delle brattee dell'involucro (se presenti) si agganciano ai peli degli animali di passaggio disperdendo così anche su lunghe distanze i semi della pianta.

## Distribuzione e habitat

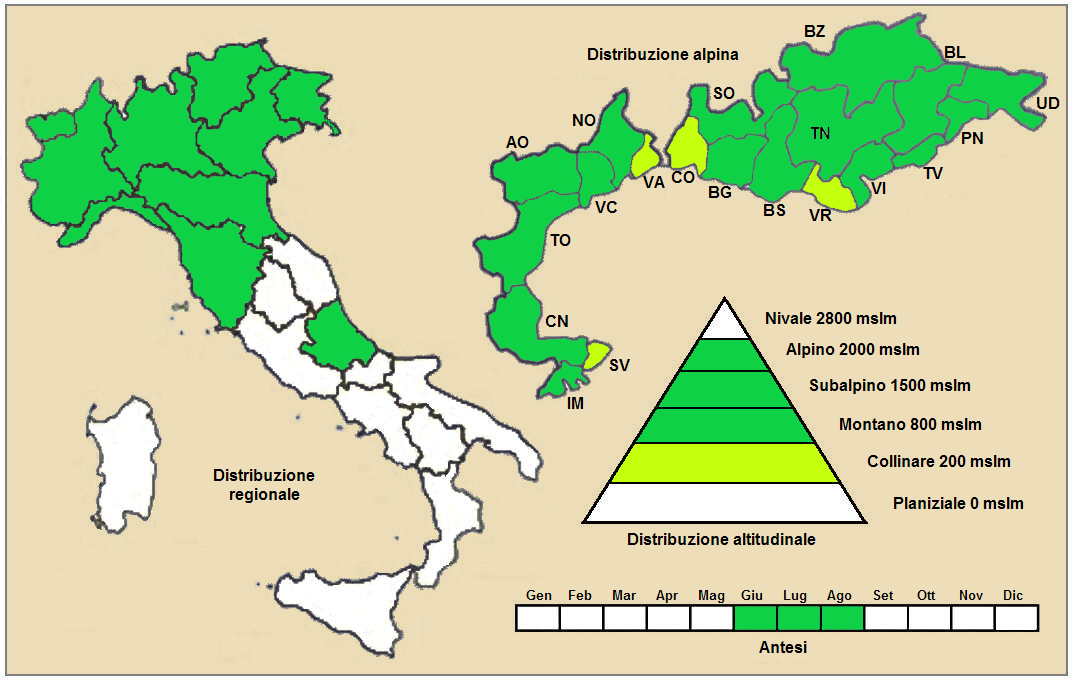
Distribuzione della pianta (Distribuzione regionale – Distribuzione alpina)

Geoelemento: il tipo corologico (area di origine) è Alpico - Dinarico.
Distribuzione: in Italia questa specie è rara e si trova sulle Alpi; sugli Appennini fino al Gran Sasso.  Fuori dall'Italia, sempre nelle Alpi, questa specie si trova in Francia, Svizzera, Austria e Slovenia. Sugli altri rilievi collegati alle Alpi è presente nel Massiccio del Giura e Monti Balcani.
Habitat: l'habitat preferito per queste piante sono le ghiaie, i greti, le morene, gli alvei dei torrenti e i pendii franosi. Il substrato preferito è calcareo ma anche siliceo con pH neutro, medi valori nutrizionali del terreno che deve essere secco.
Distribuzione altitudinale: sui rilievi alpini, in Italia, queste piante si possono trovare tra 200 e 2.200 m s.l.m.; nelle Alpi frequentano quindi i seguenti piani vegetazionali: montano, subalpino, alpino e in parte quello collinare.

### Fitosociologia

#### Areale alpino
Dal punto di vista fitosociologico alpino la specie di questa scheda appartiene alla seguente comunità vegetale:
Formazione: delle comunità delle fessure, delle rupi e dei ghiaioni
Classe: Thlaspietea rotundifolii
Ordine: Epilobietalia fleischeri
Alleanza: Epilobion fleischeri

#### Areale italiano
Per l'areale completo italiano Tolpis staticifolia appartiene alla seguente comunità vegetale:
Macrotipologia: vegetazione casmofitica, glareicola ed epifitica.
Classe: Thlaspietea rotundifoli Br.-Bl., 1948
Ordine: Polystichetalia lonchitis Rivas-Martínez, T.E. Diaz, F. Prieto, Loidi & Penas, 1984
Alleanza:  Petasition paradoxi Zollitsch ex Lippert, 1966
Descrizione. L'alleanza Petasition paradoxi è relativa alle comunità calcicole, ricche di felci, su ghiaie terrose (ma anche fini) e semistabilizzate. La cenosi si sviluppa soprattutto nei piani bioclimatici montani e subalpini delle Alpi. L'areale è relativo alle Alpi e all’Appennino settentrionale. Le comunità del Petasition paradoxi rappresentano stadi pionieri e spesso lungamente durevoli.
Specie presenti nell'associazione: Saxifraga atrorubens, Robertia taraxacoides, Rumex scutatus, Festuca macrathera, Festuca laxa, Brachypodium genuense, Scrophularia juratensis, Dryopteris villarii, Gymnocarpium robertianum, Adenostyles glabra, Viola biflora, Geranium macrorrhizum, Lamiastrum flavidum, Calamagrostis varia, Petasites paradoxus, Athamanta cretensis, Silene vulgaris, Campanula cespitosa, Campanula scheuchzeri, Trisetum argenteum, Aquilegia einseleana, Cystopteris alpina, Polystichum lonchitis, Valeriana montana e Tolpis staticifolia.

## Tassonomia
La famiglia di appartenenza di questa voce (Asteraceae o Compositae, nomen conservandum) probabilmente originaria del Sud America, è la più numerosa del mondo vegetale, comprende oltre 23.000 specie distribuite su 1.535 generi, oppure 22.750 specie e 1.530 generi secondo altre fonti (una delle checklist più aggiornata elenca fino a 1.679 generi). La famiglia attualmente (2021) è divisa in 16 sottofamiglie.

### Filogenesi
Il genere di questa voce appartiene alla sottotribù Cichoriinae della tribù Cichorieae (unica tribù della sottofamiglia Cichorioideae). In base ai dati filogenetici la sottofamiglia Cichorioideae è il terz'ultimo gruppo che si è separato dal nucleo delle Asteraceae (gli ultimi due sono Corymbioideae e Asteroideae). La sottotribù Cichoriinae fa parte del "quinto" clade della tribù; in questo clade insieme alla sottotribù Microseridinae forma un "gruppo fratello".
La sottotribù, da un punto di vista filogenetico, è suddivisa in due subcadi principali. Nel primo subclade Erythroseris e Cichorium formano un "gruppo fratello", mentre Phalacroseris occupa una posizione basale ad entrambi. Nel second subclade Arnoseris e Tolpis formano un "gruppo fratello", mentre Rothmaleria occupa una posizione basale ad entrambi. In precedenti trattazioni il genere di questa voce era descritto all'interno della sottotribù Hieraciinae. La stretta relazione con il genere Arnoseris è supportata dalla morfologia del polline, dai dati fitochimici e dalla filogenesi molecolare.
I caratteri distintivi per il genere della specie di questa voce sono:
- le foglie cauline in generale sono ridotte;
- i capolini sono poco numerosi;
- le brattee involucrali sono disposte su diverse serie;
- la corolla è gialla;
- i bracci dello stilo sono corti.

Questa specie in passato era descritta all'interno del genere Hieracium. L'inserimento in Tolpis è giustificato dalla presenza di brattee rinforzanti il capolino, dalla particolare morfologia dell'involucro e degli acheni con 10 coste confluenti in un orlo ad anello, anche se la specie di questa voce è così spiccatamente legata alla natura alpina e quindi lontana dal gruppo originario della Macaronesia.
In particolare i caratteri distintivi per la specie Tolpis staticifolia sono:
- i fusti sono semplici e in basso sono poco ramosi;
- le foglie basali hanno delle forme da lineari a lineari-oblanceolate;
- l'involucro ha un diametro di 9 - 11 mm;
- le brattee esterne sono più corte di quelle interne;
- il pappo è formato da soli peli allungati.

Il numero cromosomico della specie è: 2n = 18.

### Sinonimi
La specie di questa voce, in altri testi, può essere chiamato con nomi diversi. L'elenco che segue indica alcuni tra i sinonimi più frequenti:
- Chlorocrepis staticifolia (All.) Griseb., 1853
- Crepis staticifolia  (All.) Galasso, Banfi & Soldano, 2005
- Hieracioides staticifolia  (All.) Moench, 1802
- Hieracium staticifolium  All., 1773
- Hieracium gadense  Wiesb. ex Nyman, 1889
- Hieracium gadense  Wiesb., 1881
- Hieracium reptans  Vuk., 1869